# Кавуси
Кавуси (на гръцки: Καβούσι) е село в Република Гърция, разположено в източната част на остров Крит, в ном Ласити, дем Йерапетра. Намира се на 19 km североизточно от Йерапетра, на 26 km източно от
Агиос Николаос и на 42 km западно от Сития.

## История
Районът около съвременното село Кавуси е населен от дълбока древност. На 1,4 km югоизточно от селото се намира античното селище Кавуси Кастро датиращо от времето на минойската цивилизация. В околностите на Кавуси са открити също църкви от византийския период като една от тях има красиви фрески от 1456 г. Кавуси се споменава през 1577 г. в записките на италианския математик и астроном Франческо Бароци, роден на Крит, в град Ираклио - по същото време Крит е владение на Венеция, а Кавуси е доста голямо село.

## Население
Населението на Кавуси се занимава основно със земеделие и произвежда зехтин и етерични масла от ароматните растения, виреещи в района, а туризмът е второстепенна дейност. Според статистическото преброяване от 2011 г. то има 559 жители.

## Забележителности
Една от забележителностите на Кавуси е хилядолетното маслиново дърво в околността му. Древното дърво се намира в стара маслинова горичка на 252 m надморска височина южно от древния минойски град Азория. То е с внушителен размер - обиколката на дънера му е 22,1 m, а височината му е 7 m. Друга от атракциите, привличащи почиващи тук, е пясъчният плаж Фолос, често наричан и просто Кавуси по името на селото. Плажът е доста див, но в селото има хотели и таверни.